# Iva Perica
 (juillet 2012).
Si vous disposez d'ouvrages ou d'articles de référence ou si vous connaissez des sites web de qualité traitant du thème abordé ici, merci de compléter l'article en donnant les références utiles à sa vérifiabilité et en les liant à la section « Notes et références ».
Iva Perica, née le 25 janvier 1961 est une handballeuse croate évoluant au poste de gardienne. Elle travaille ensuite au sein Beach Handball croate.

## Carrière en handball
- ŽRK Trogir
- ŽRK Dalma
- ŽRK Ada
- ZRK Buducnost
- BM Iber Valencia
- TV Giessen Lützellinden
- ŽRK Split Kaltenberg
- HRK Katarina Mostar

## Palmarès
- finaliste de la Coupe des vainqueurs de coupe 1995
- finaliste de la Supercoupe d’Europe 1996
- championne d'Espagne 1987, 1988 et 1989

## Palmarès en Beach handball
En tant que coordinatrice, elle obtient les résultats suivant : 
- 2004 : 4e au championnat du monde en Égypte.
- 2006 : 6e au championnat du monde au Brésil.
- 2008 : Vainqueur du championnat du monde à Cadiz, Espagne.
- 2009 : 2e au Championnat d'Europe en Turquie.